# 大塚正実
大塚 正実（おおつか まさみ、1958年12月28日 - ）は、日本の男性アニメーター、キャラクターデザイナー。シンエイ動画所属。

## 来歴・人物
主に『クレヨンしんちゃん』や『映画ドラえもん』を中心に作画監督・原画を務め、現在に至るまで同社の看板アニメーターとして活躍している。
個性のあるキャラクターの表情や動きが特徴で、その個性的な作風にしばしば賛否両論が飛び交う。例えば、『クレヨンしんちゃん』は制作方針で元々作画のバラつきが多い作品であるが、大塚が作画監督として参加した回は特にデフォルメが激しく、かつては彼の描く野原みさえの頭部や顔の輪郭が非常に細く尖っていた為、またその髪型から「北海道」と言われることがあった。しかしその反面熱烈なファンも多く存在し、アニメーターとしての業界内外からの評価も高く、彼の作画技術に影響を受けた者は多い。林静香、湯浅政明、荒川真嗣などといった後進のアニメーターはもとより、山田みちしろといった先輩アニメーターにも影響をもたらした。
原恵一によると「大塚さんは有名な人。決してアニメマスコミに取り上げられる人ではないが、上手い人たちはよく知っている」人物であるという。
1989年放送の『チンプイ』の第40話「約そく固めマイク」では唯一絵コンテを担当している。
現在は、シンエイ動画の劇場制作班に在籍しており、主に映画『ドラえもん』、『クレヨンしんちゃん』の原画を担当している。『映画ドラえもん のび太と奇跡の島 〜アニマル アドベンチャー〜』にでは作画スタッフでは最高の300カット以上の原画を担当し、筆頭テロップでクレジットされている。2014年公開の『クレヨンしんちゃん ガチンコ!逆襲のロボとーちゃん』では監督の髙橋渉の指名により長いキャリアの中で初めてキャラクターデザインを担当した。
一方で、2010年以降、『クレヨンしんちゃん』をはじめとするテレビシリーズへの参加はなくなったが、ドラえもん誕生日スペシャルなど中編ストーリーで原画に参加するなど極稀にテレビシリーズの『ドラえもん』に参加している。
2022年以降は通常回でも原画で参加することが多くなったほか、テレビシリーズの『クレヨンしんちゃん』に12年ぶりに作画監督・原画を担当した。

## 主な参加作品

### テレビアニメ
- フクちゃん（1982年 - 1984年、原画）
- オヨネコぶーにゃん（1984年 - 1985年、作画）
- 三国志（1985年、原画）
- チンプイ（1989年 - 1991年、絵コンテ・原画）[3]
- 21エモン（1991年-1992年、原画）
- ドラえもんシリーズ
  - ドラえもん (1979年のテレビアニメ)（1979年 - 2005年、原画）
  - ドラえもん (2005年のテレビアニメ)（2005年 - 、原画・「ドラドラMiniシアター」作画）
- クレヨンしんちゃん（1992年 - 、作画監督・原画）
- ジャングルはいつもハレのちグゥ（2001年、原画）
- スティッチ！～ずっと最高のトモダチ～（2010年、オープニング作画）

### 劇場アニメ
- ドラえもんシリーズ
  - ドラえもん のび太の恐竜（1980年、動画）
  - ドラえもん のび太の宇宙開拓史（1981年、原画）
  - ドラえもん のび太の大魔境（1982年、原画）
  - ドラえもん のび太の海底鬼岩城（1983年、原画）
  - ドラえもん のび太の魔界大冒険（1984年、原画）
  - ドラえもん のび太の宇宙小戦争（1985年、原画）
  - ドラえもん のび太と鉄人兵団（1986年、原画）
  - ドラえもん のび太と竜の騎士（1987年、原画）
  - ドラえもん のび太のパラレル西遊記（1988年、作画監督補佐・原画）
  - ドラえもん のび太の日本誕生（1989年、原画）
  - 映画ドラえもん のび太の恐竜2006（2006年、原画）
  - 映画ドラえもん のび太の新魔界大冒険 〜7人の魔法使い〜（2007年、原画）
  - 映画ドラえもん のび太と緑の巨人伝（2008年、原画）
  - 映画ドラえもん 新・のび太の宇宙開拓史（2009年、原画）
  - 映画ドラえもん のび太の人魚大海戦（2010年、原画）
  - 映画ドラえもん 新・のび太と鉄人兵団 〜はばたけ 天使たち〜（2011年、原画）
  - 映画ドラえもん のび太と奇跡の島 〜アニマル アドベンチャー〜（2012年、原画）
  - 映画ドラえもん のび太のひみつ道具博物館（2013年、原画）
  - 映画ドラえもん 新・のび太の大魔境 〜ペコと5人の探検隊〜（2014年、原画）
  - 映画ドラえもん のび太の宇宙英雄記（2015年、原画）
  - 映画ドラえもん 新・のび太の日本誕生（2016年、原画）
  - 映画ドラえもん のび太の南極カチコチ大冒険（2017年、原画）
  - 映画ドラえもん のび太の宝島（2018年、原画）
  - 映画ドラえもん のび太の月面探査記（2019年、原画）
  - 映画ドラえもん のび太の新恐竜（2020年、原画）
  - 映画ドラえもん のび太の宇宙小戦争 2021（2022年、原画）
  - 映画ドラえもん のび太と空の理想郷（2023年、原画）
  - 映画ドラえもん のび太の地球交響楽（2024年、原画）
- 怪物くん 怪物ランドへの招待（1981年、原画）
- チンプイ エリさま活動大写真（1990年、原画）
- ドラミちゃん アララ♥少年山賊団!（1991年、原画）
- 21エモン 宇宙いけ!裸足のプリンセス（1992年、原画）
- クレヨンしんちゃんシリーズ
  - クレヨンしんちゃん アクション仮面VSハイグレ魔王（1993年、原画）
  - クレヨンしんちゃん ブリブリ王国の秘宝（1994年、原画）
  - クレヨンしんちゃん 雲黒斎の野望（1995年、原画）
  - クレヨンしんちゃん ヘンダーランドの大冒険（1996年、原画）
  - クレヨンしんちゃん 暗黒タマタマ大追跡（1997年、原画）
  - クレヨンしんちゃん 電撃!ブタのヒヅメ大作戦（1998年、原画）
  - クレヨンしんちゃん 爆発!温泉わくわく大決戦（1999年、原画）
  - クレヨンしんちゃん 嵐を呼ぶジャングル （2000年、原画）
  - クレヨンしんちゃん 嵐を呼ぶ モーレツ!オトナ帝国の逆襲（2001年、原画）
  - クレヨンしんちゃん 嵐を呼ぶ アッパレ!戦国大合戦（2002年、原画）
  - クレヨンしんちゃん 伝説を呼ぶ 踊れ!アミーゴ!（2006年、原画）
  - クレヨンしんちゃん 嵐を呼ぶ 歌うケツだけ爆弾!（2007年、原画）
  - クレヨンしんちゃん 超時空!嵐を呼ぶオラの花嫁（2010年、原画）
  - クレヨンしんちゃん 嵐を呼ぶ黄金のスパイ大作戦（2011年、原画）
  - クレヨンしんちゃん 嵐を呼ぶ!オラと宇宙のプリンセス（2012年、原画）
  - クレヨンしんちゃん バカうまっ!B級グルメサバイバル!!（2013年、原画）
  - クレヨンしんちゃん ガチンコ!逆襲のロボとーちゃん（2014年、キャラクターデザイン・原画・エンディング作画）
  - クレヨンしんちゃん オラの引越し物語 サボテン大襲撃（2015年、原画）
  - クレヨンしんちゃん 爆睡!ユメミーワールド大突撃（2016年、原画）
  - クレヨンしんちゃん 襲来!!宇宙人シリリ（2017年、原画）
  - クレヨンしんちゃん 爆盛!カンフーボーイズ〜拉麺大乱〜（2018年、原画）
  - クレヨンしんちゃん 新婚旅行ハリケーン～失われたひろし～（2019年、原画）
  - クレヨンしんちゃん 激突!ラクガキングダムとほぼ四人の勇者（2020年、原画）
  - クレヨンしんちゃん 謎メキ!花の天カス学園（2021年、原画）
  - クレヨンしんちゃん もののけニンジャ珍風伝（2022年、原画）
- 河童のクゥと夏休み （2007年、原画）
- Fキャラオールスターズ大集合 ドラえもん&パーマン 危機一髪!?（2012年、OP・ED原画）